# Leptogorgia capensis
Leptogorgia capensis is een zachte koraalsoort uit de familie Gorgoniidae. De koraalsoort komt uit het geslacht Leptogorgia. Leptogorgia capensis werd in 1900 voor het eerst wetenschappelijk beschreven door Hickson. 